# Bolívar Cóndor
El Bolívar Cóndor es una escultura de bronce esculpida por el escultor colombiano Rodrigo Arenas Betancourt emplazada desde 1991 en la plaza de Bolívar de Manizales. La escultura representa a Simón Bolívar.

## Historia
La idea de darle a Manizales otro monumento al llamado “libertador” Simón Bolívar nació hacia 1986, durante la administración del ingeniero Hernando Arango Monedero, cuando se construyó una nueva plaza de Bolívar de corte europeo, con escalinatas, parecida a una media torta. La vieja, clásica y centenaria escultura de Pietro Tenerani, sobre un pedestal de gran altura, quedaba perdida y desentonaba con el entorno. Surgió, entonces, la idea de un monumento que armonizara con el aspecto urbanístico de la plaza, la catedral y la Gobernación.
Objetivo en el que se comprometieron, la Sociedad de Mejoras Públicas de Manizales, el Ministerio de Obras Públicas, la Gobernación de Caldas y el municipio de Manizales. Así, con 73 millones de pesos contrataron al maestro Rodrigo Arenas Betancourt, para esculpir la nueva escultura para la ciudad.
Al momento de su inauguración, causó controversia por su atrevimiento y su imponencia. Esta obra se sale de la tradición histórica o la frialdad estática de los monumentos convencionales con la que se solía representar a Simón Bolívar.

## La escultura

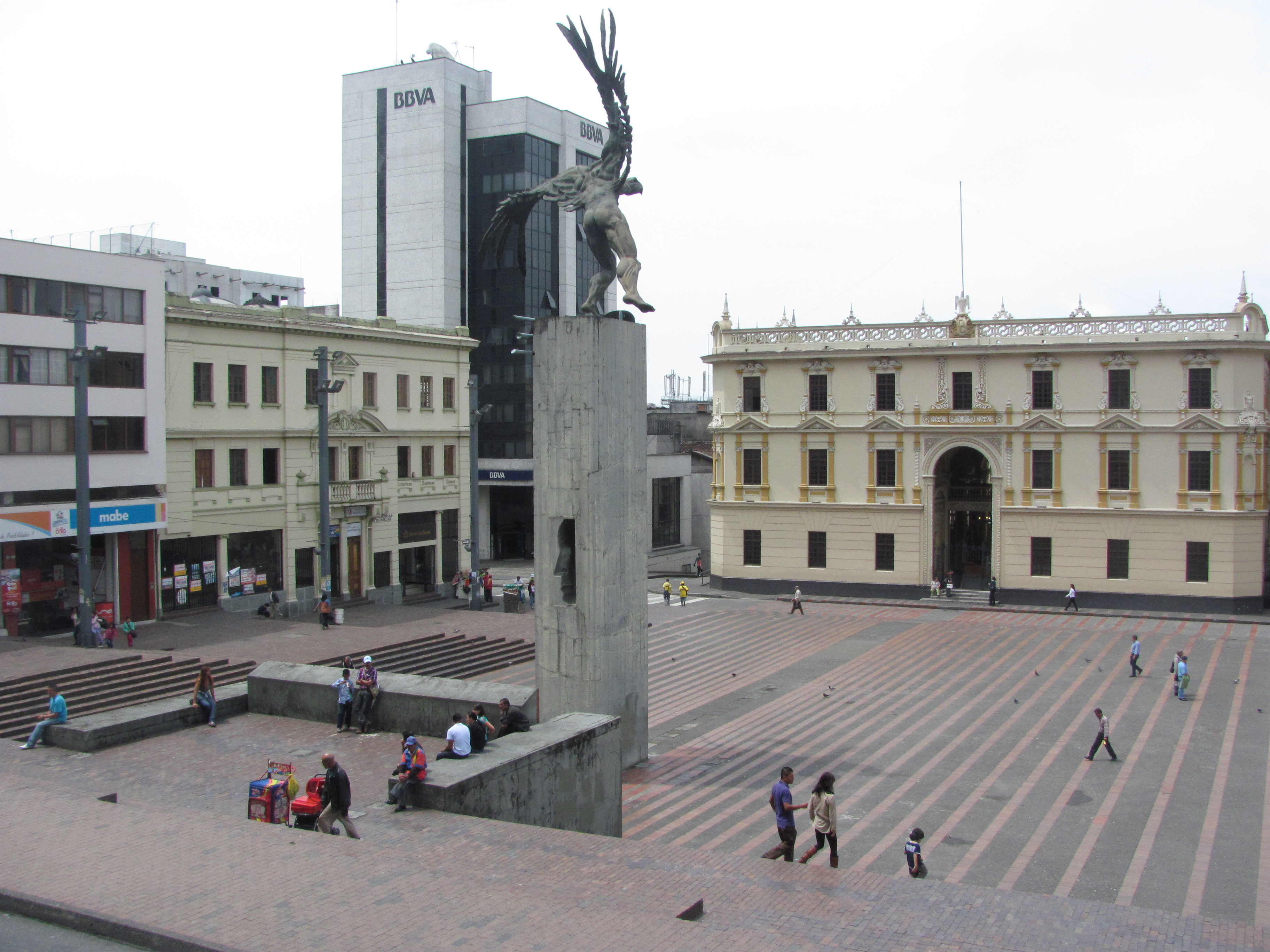
Parte posterior de la escultura.

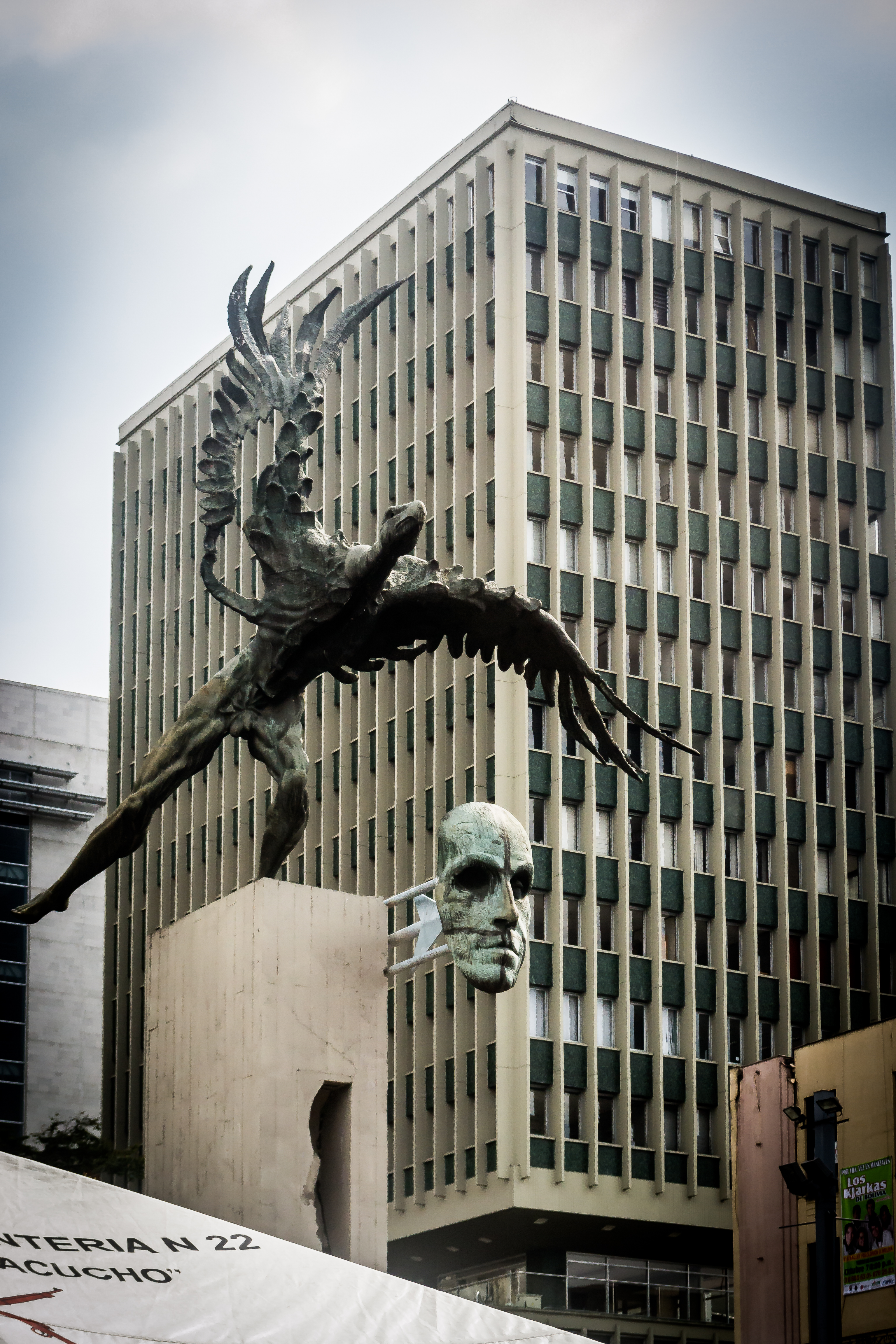
Bolívar Condor.

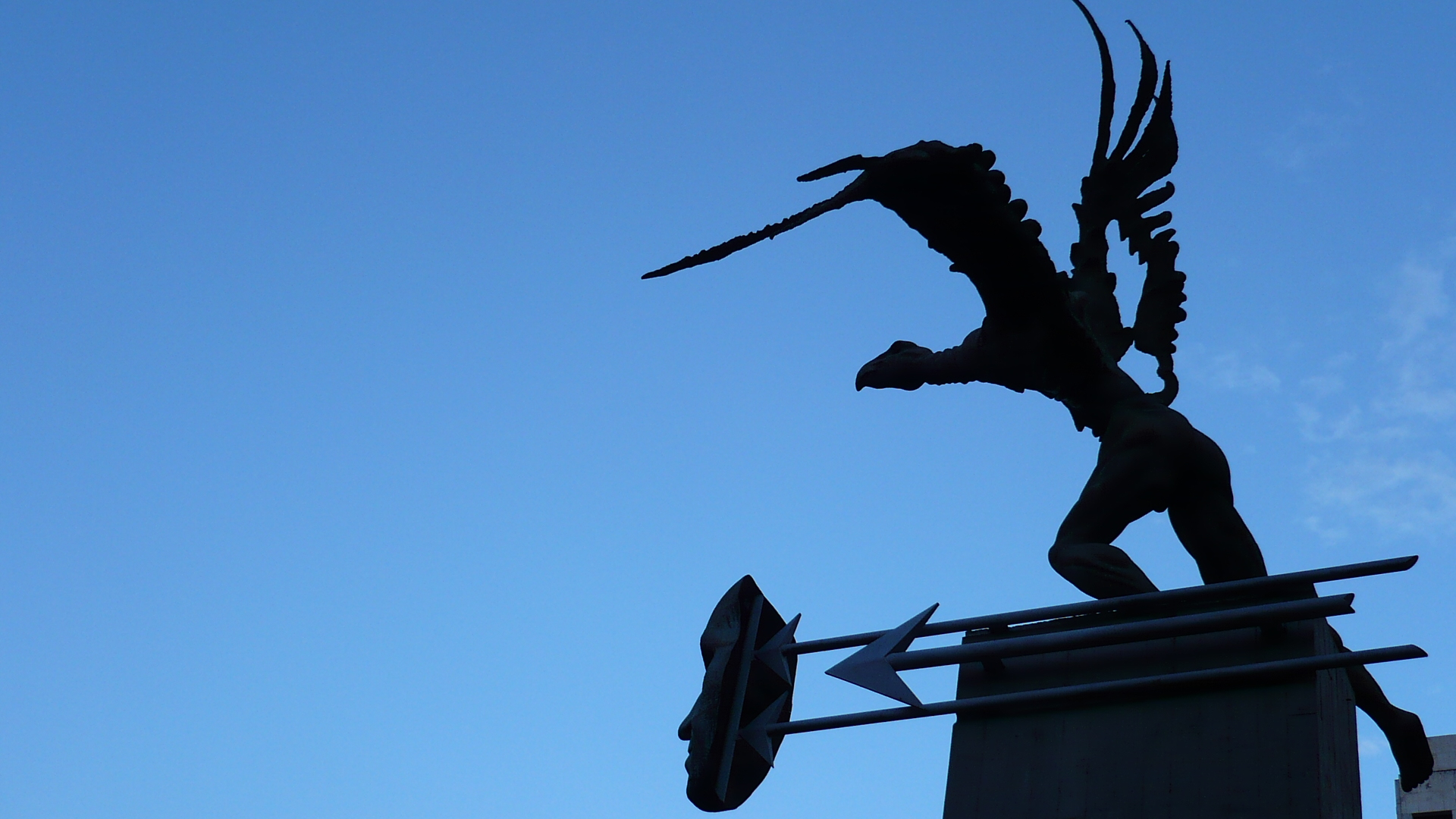
Silueta de la escultura.

### Significado
En vez de ojos el cóndor tiene agujeros, que significan la ceguedad de la vida y de la existencia. Tiene dos máscaras de Bolívar en negativo que están empotradas en el pedestal, que representan al Bolívar de la penumbra. Estarán iluminadas de día y de noche con el fin de que contrasten con los volúmenes que se lanzan al espacio. Colgando del pedestal, cerca de la base, aparece la máscara de Bolívar en bronce, sin un ojo y con el otro defectuoso. Traducen una paz y una libertad en suspenso. 
El hombre-cóndor tiene rotos en el pecho y las alas, como expresiones de violencia. Es difícil determinar la actitud del hombre-cóndor sobre el pedestal, en el sentido de si acaba de posarse sobre la montaña o se apresta a levantar el vuelo. Es una asociación de los Andes con la imagen de un Bolívar sumergido. 

### Características
La escultura, posee una altura de 13.5 metros, sus 25 toneladas descansan sobre el pie izquierdo, articulado a una base metálica sobre un pedestal de 12.54 metros, está ubicada en el costado sur-occidental de la plaza de Bolívar.